# Academia de Arquitectura

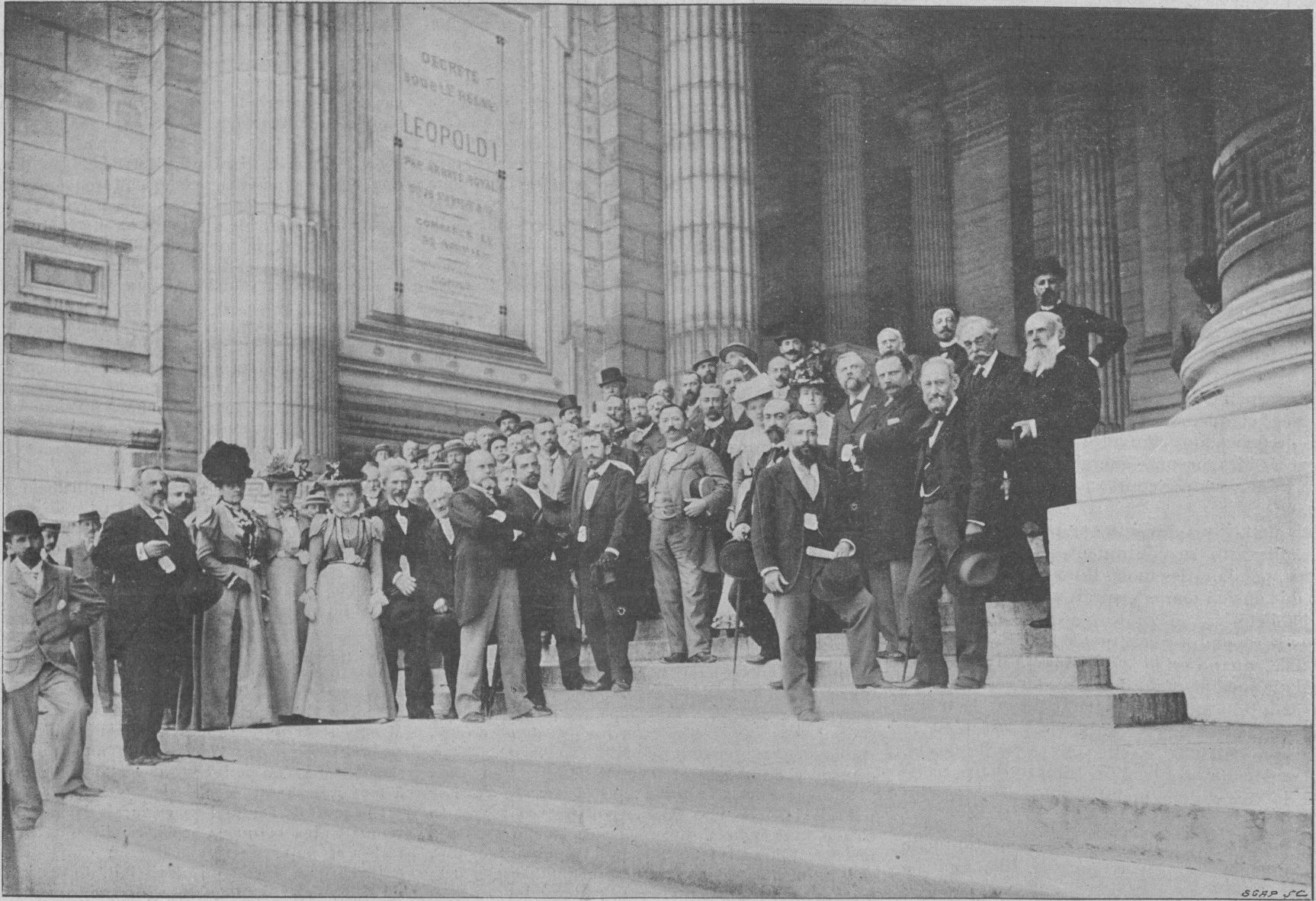
Bélgica - El congreso de los arquitectos franceses (organizado por la Sociedad central de los arquitectos franceses) fue recibido en el Palacio de Justicia de Bruselas por la Sociedad central de arquitectura de Bélgica (1897)

La Academia de Arquitectura (en francés: Académie d'architecture) es una institución francesa que tiene por objetivo la promoción de la arquitectura y del urbanismo de calidad y el impulso a la investigación y a la enseñanza para la mejora del medio urbano en pro del interés general. Asimismo, favorece la publicación de revistas o publicaciones relacionadas con la arquitectura y el urbanismo y promueve la correcta conservación de los archivos sobre la historia de la arquitectura francesa. Su sede se encuentra en París, en el antiguo palacio de Chaulnes, en la plaza de los Vosgos. Conserva en su archivo, declarado archivo histórico, fondos muy preciados legados por muchos de sus miembros y cada año distingue con sus premios y galardones a una treintena de arquitectos y de representantes de las profesiones de la edificación.

## Historia
Heredera de la Sociedad central de los arquitectos franceses (Société centrale des architectes français), fundada en 1840, la Sociedad  de arquitectura fue el origen de la redacción de un código de deberes profesionales y de la posterior creación del cuerpo de arquitectos (Ordre des Architectes). Habiendo alcanzado la mayoría de sus objetivos, la Sociedad central, que contaba entre sus miembros con los arquitectos franceses más eminentes, se transformó en 1953 en Academia de Arquitectura, retomando así la apelación dada por Colbert a la Academia real de arquitectura. Su estatus jurídico es el de una asociación reconocida de utilidad pública, según los términos de la ley de 1901. 
No debe confundirse con la sección arquitectura de la Academia de Bellas Artes del Instituto de Francia.

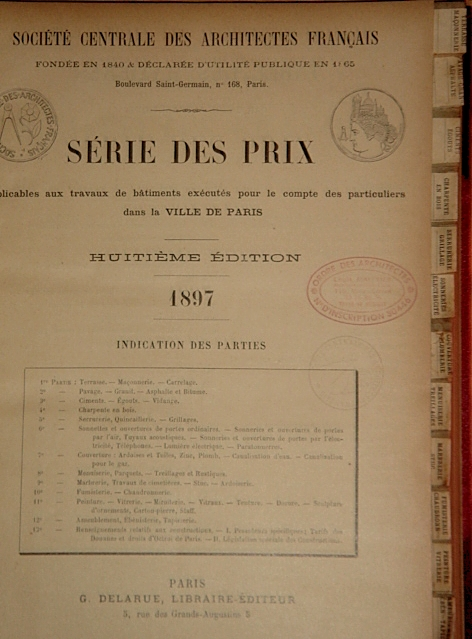
Publicación de la Sociedad central de arquitectos franceses. Edición de 1897.

## Gobierno
La Academia de Arquitectura cuenta aproximadamente con 350 miembros, de los cuales 220 miembros titulares son elegidos de entre los arquitectos franceses de notoriedad nacional e internacional. Tienen que haber 

adquirido una experiencia incontestada en diversos dominios de la arquitectura y el urbanismo por trabajos de calidad
acquis une expérience incontestée dans divers domaines de l'architecture et de l'urbanisme par des travaux de qualité.

Comprende igualmente 100 miembros asociados y 70 miembros extranjeros. En total, desde 1840, al menos 2500 arquitectos han sido o son miembros de la Academia de Arquitectura.

### Presidentes
- 2002-2005: Aymeric Zublena
- 2005-2008: Benjamin Mouton
- 2008-2011: Franck Hammoutène
- 2011-2014: Thierry van de Wyngaert
- 2014-2016: Paul Quintrand
- 2016-2017: Manuelle Gautrand
- 2017-2018: [vacante]
- 2018-2019: Martin Robain
- 2019-2020: Bertrand Lemoine

## Actividades
Entre sus muchas actividades, destaca la publicación de la revista L'Architecture durante más de 50 años (1888-1940). Además, desde 1883, editó la Serie central de los premios de los trabajos de edificios, hasta su prohibición en 1999, consecuencia de la decisión del Consejo de la competencia y de los premios.
Concede cada año los premios y recompensas de la Academia de arquitectura, una treintena de medallas para destacar a jóvenes arquitectos y edificios emblemáticos. Otorga asimismo, desde 1997, el premio de investigación a una tesis doctoral en arquitectura.
Organiza un seminario anual sobre diversos asuntos relacionados con la arquitectura y el urbanismo y gestiona los fondos procedentes de la donación de sus miembros. El archivo de la Academia fue clasificado el 12 de octubre de 2017 como "archivo histórico".

## Premios de arquitectura
- 2015: medalla de oro concedida a Rafael Aranda, Carme Pigem y Ramon Vilalta de RCR Arquitectes y medalla de honor a Pierre Lajus.[3]

- 2016: medalla de oro a Anne Lacaton y Jean-Philippe Vassal, arquitectos, medalla de honor a Valentin Fabre y Jean Perrotet, arquitectos y Premio especial de la Academia a Mayan Nemeta y Amina Ibnolmobarak, arquitectas.[4]

- 2017: gran medalla de oro a Bjarke Ingels, medalla de honor a Clotilde y Bernard Barto.[5][6]

- 2018: gran medalla de oro a Marc Barani, medalla de honor a Renacida Gailhoustet y medalla del urbanismo a Bajo Smets. Treinta tres medallas otorgadas  durante la ceremonia celebrada en la Casa de la Arquitectura el 18 de junio de 2018.[7]

- 2019: gran medalla de oro a Mauricio Rocha y Gabriella Carrillo, medalla de honor a Yona Friedman y medalla del urbanismo a Clément Willemin. Treinta tres medallas otorgadas durante la ceremonia celebrada en la Casa de la Arquitectura el 11 de junio de 2019.